# Ulrich Jüstrich
Ulrich Jüstrich (* 13. Februar 1903 in Heerbrugg, Gemeinde Balgach; † 3. Dezember 1985 in Walzenhausen; heimatberechtigt in Berneck) war ein Schweizer Kaufmann, Unternehmer und Kantonsrat aus dem Kanton Appenzell Ausserrhoden.

## Leben
Ulrich Jüstrich war ein Sohn von Tobias Jüstrich, Stickereibesitzer. Im Jahr 1931 heiratete er Anna Maurer, Tochter von Jakob Maurer. Er besuchte die Handelsschule Neuenburg und absolvierte eine kaufmännische Lehre in einer St. Galler Stickereiexportfirma. Im Jahr 1923 wanderte er nach Argentinien aus. Ab 1927 arbeitete er als Verkäufer einer amerikanischen Bürstenfabrik in Buenos Aires. Von 1928 bis 1930 war er Chefvertreter dieser Firma in der Schweiz. 
Im Jahr 1930 gründete er die Verkaufsorganisation Just in Walzenhausen. Diese prägte die Gemeinde fortan. Er nahm 1932 die Bürstenproduktion in der väterlichen Stickereifabrik auf. Ab 1936 leitete sein Bruder Emil Jüstrich einen Filialbetrieb in Argentinien. Ulrich Jüstrich weitete 1941 die Produktion auf Reinigungsmittel und Kosmetika aus. Seine beiden Söhne traten 1956 und 1961 ins Unternehmen ein. 
Von 1938 bis 1943 sass er im Gemeinderat von Walzenhausen. Ab 1948 bis 1968 gehörte er dem Kantonsrat von Appenzell Ausserrhoden an. Er amtierte als Kantonalpräsident der Freisinnig-Demokratischen Partei der Schweiz (FDP). Von 1953 bis 1969 war er Mitglied der Kantonalbankverwaltung. In den Jahren 1964 und 1965 präsidierte er die Appenzellische Gemeinnützige Gesellschaft. Er war Mitglied der internationalen Bewegung Moralische Aufrüstung.